# Schoenoplectiella laevis
Schoenoplectiella laevis är en halvgräsart som först beskrevs av Stanley Thatcher Blake, och fick sitt nu gällande namn av Kaare Arnstein Lye. Schoenoplectiella laevis ingår i släktet Schoenoplectiella och familjen halvgräs. Inga underarter finns listade i Catalogue of Life.